# Abt-Fulrad-Straße 5 (Esslingen)

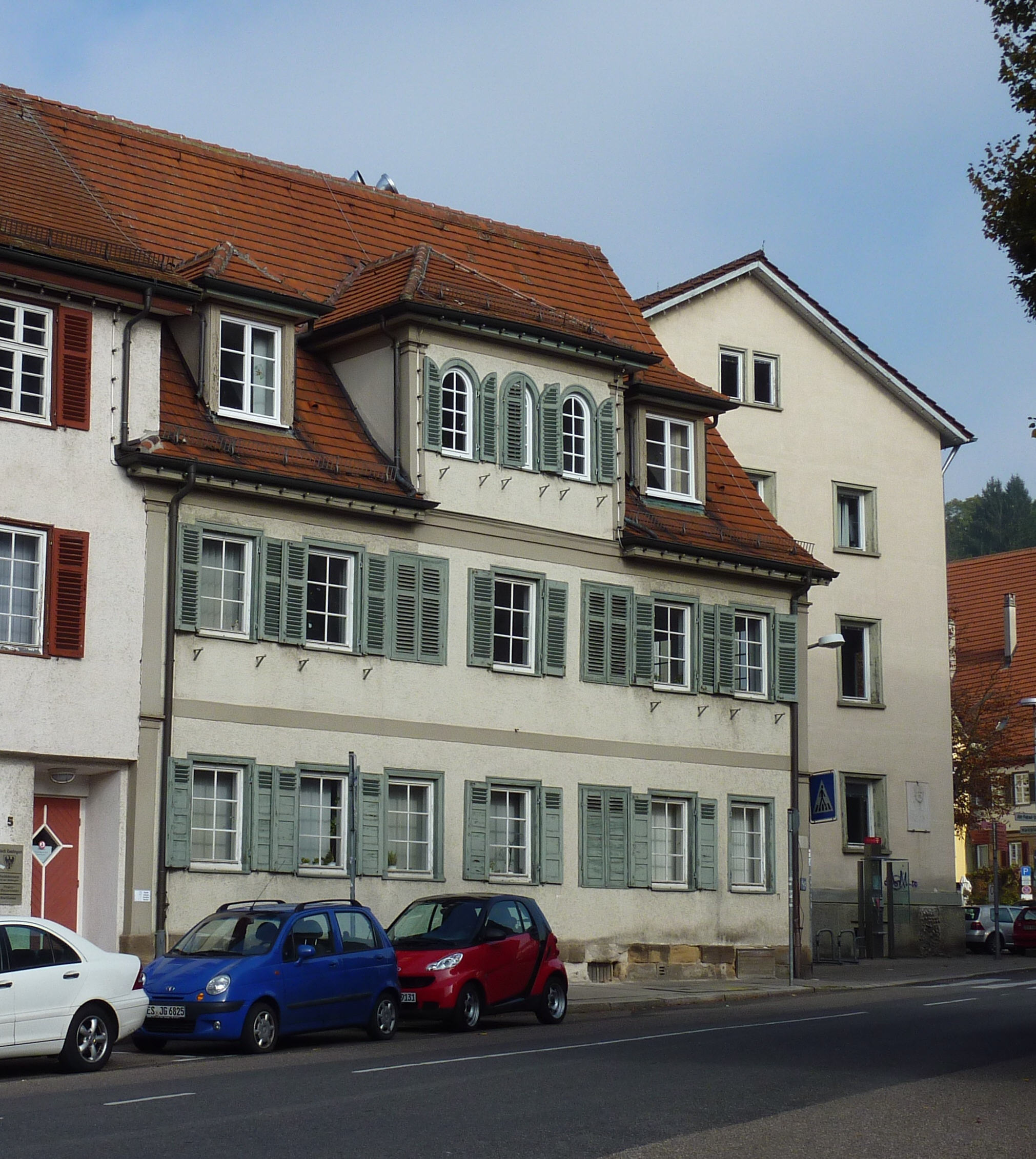
Haus Abt-Fulrad-Straße 5 in Esslingen am Neckar

Das Gebäude Abt-Fulrad-Straße 5 in Esslingen am Neckar, einer Stadt im Landkreis Esslingen in Baden-Württemberg, wurde Mitte des 19. Jahrhunderts über einem älteren Kern errichtet. Das ehemalige Konrektorat und Mesnerhaus ist ein geschütztes Kulturdenkmal.
Der zweigeschossige Putzbau mit Eckpilaster, Zwerchhaus und drei Bogenfenstern im Giebel ist ein typischer Vertreter des württembergischen Klassizismus, dem sogenannten Kameralamtsstil. Das Haus steht über dem Geiselbachgewölbe, dem Kanal des Geiselbachs.